# Miconia schlechtendalii
Miconia schlechtendalii är en tvåhjärtbladig växtart som beskrevs av Célestin Alfred Cogniaux. Miconia schlechtendalii ingår i släktet Miconia och familjen Melastomataceae. Inga underarter finns listade i Catalogue of Life.